# Yonathan David Rodríguez Auyanet
Yonathan David Rodríguez Auyanet (Gran Canaria, 19 de Março de 1979) é um futebolista espanhol, que joga actualmente no CS Pandurii Lignitul Târgu Jiu, na Liga 1, do campeonato romeno de futebol.